# 欧洲E57公路
欧洲E57公路（英語：European route E57）是欧洲高速公路的一部分。
连接了奥地利的萨特莱特 - 利岑 - 上施泰尔马克地区圣米夏埃尔 - 格拉茨，和斯洛文尼亚的马里博尔 - 盧布亞納。